# 坐摩神社

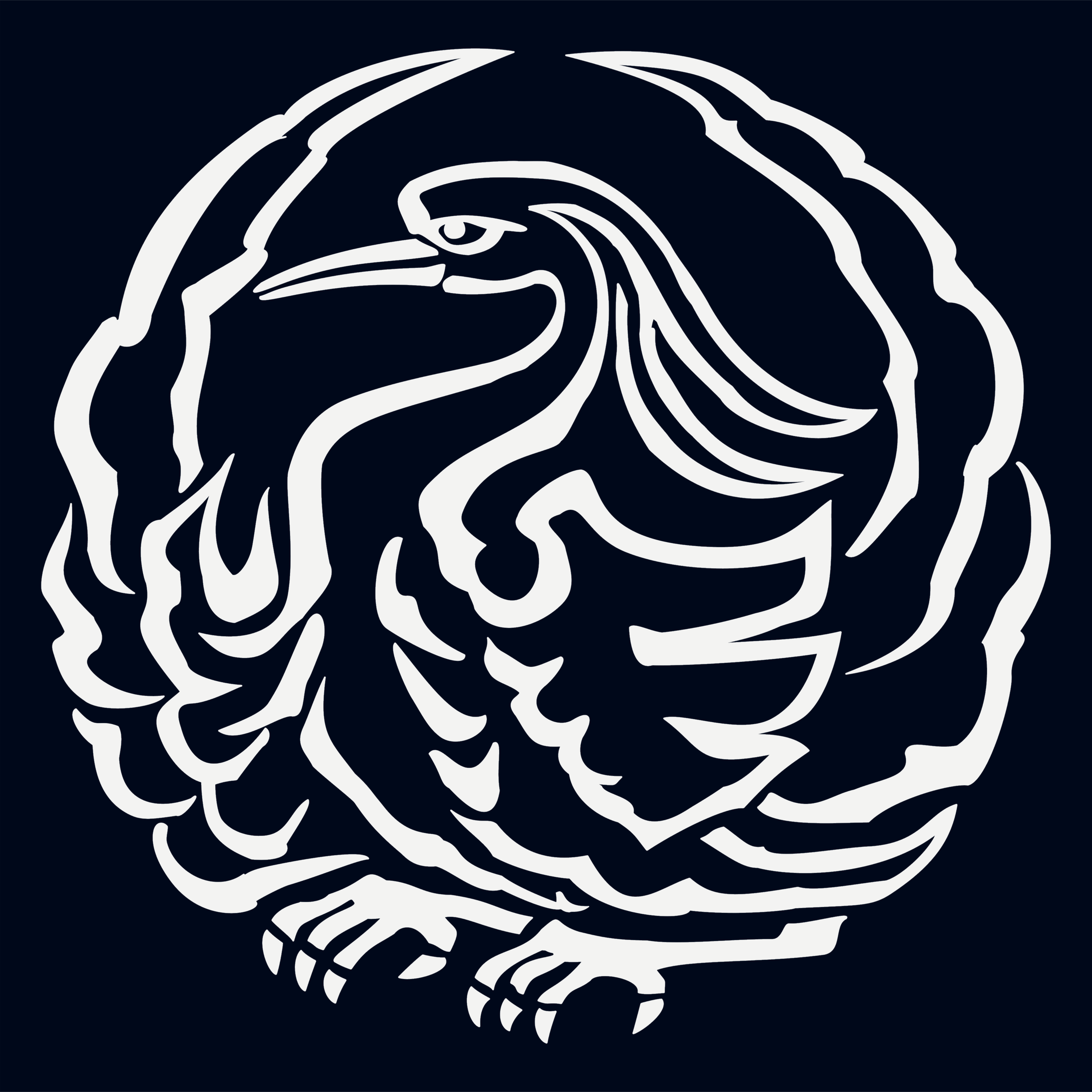
神紋「鷺丸」

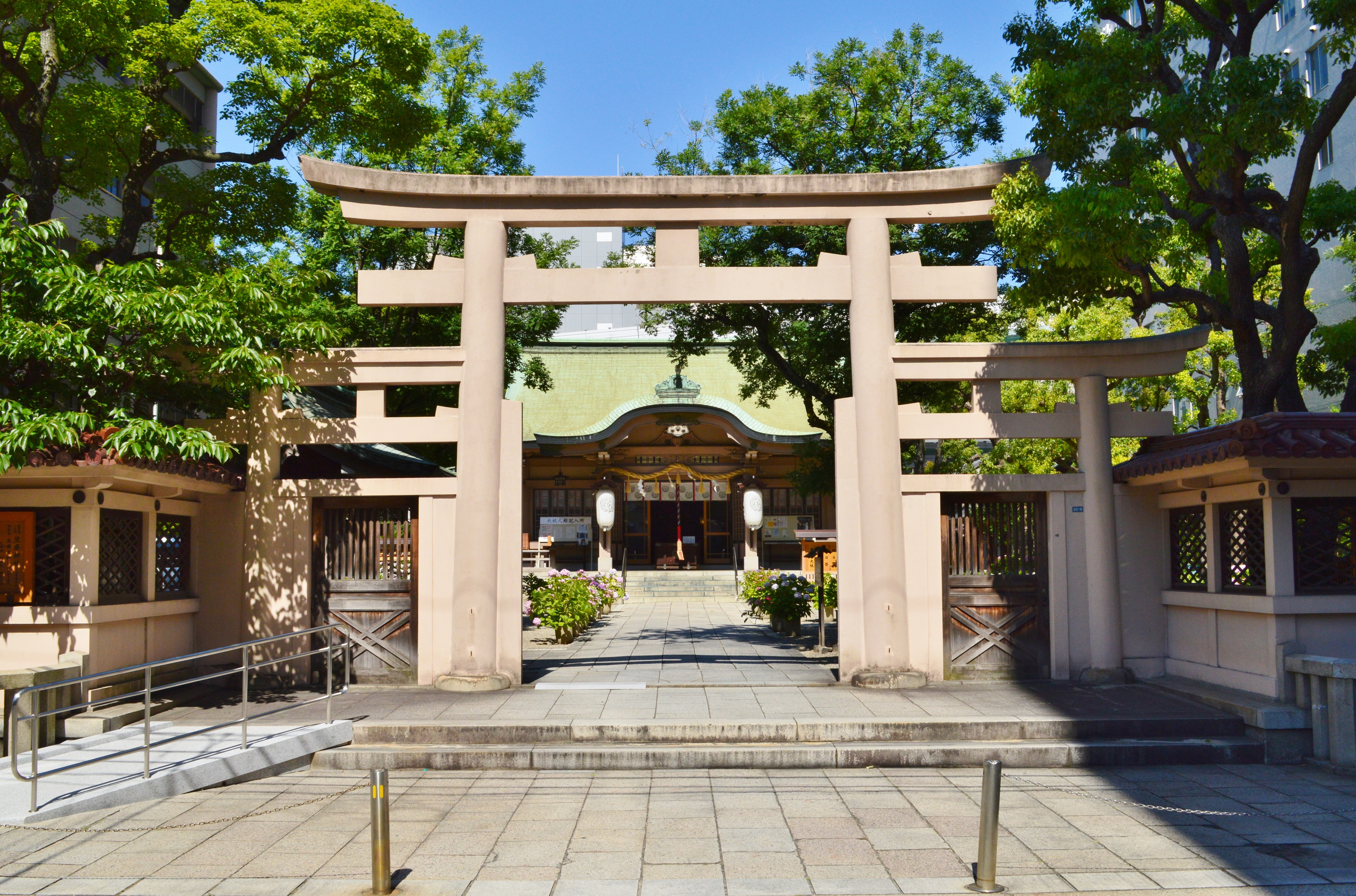
三ツ鳥居

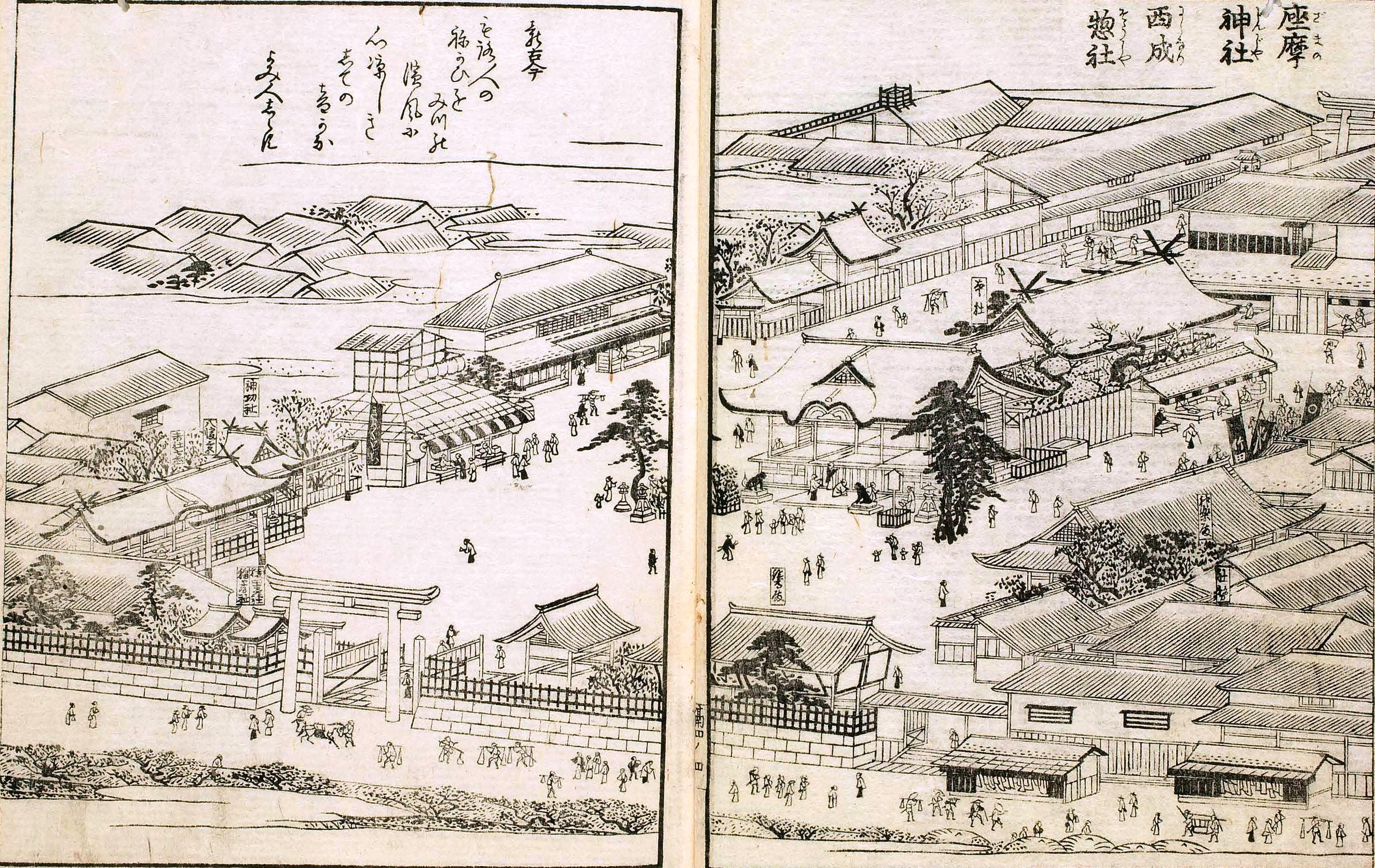
摂津名所図会「坐摩神社」

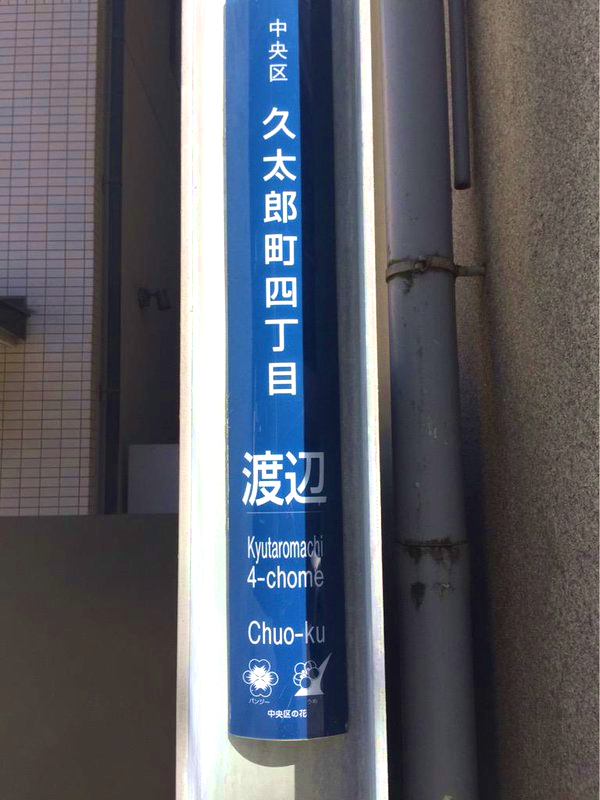
「久太郎町四丁目渡辺」の街区表示板

坐摩神社（いかすりじんじゃ、ざまじんじゃ）は、大阪市中央区久太郎町4丁目渡辺3号にある神社。式内社（大社）で、摂津国一宮を称する。旧・社格は官幣中社で、2025年（令和7年）現在は神社本庁の別表神社。神紋は「鷺丸（さぎまる）」。
正式な読み方は「いかすりじんじゃ」だが、一般には「ざまじんじゃ」と読まれることが多く、地元では「ざまさん」の通称で呼ばれる。

## 概要
大阪市中心部の船場にある古い神社で、同地の守護神的存在である。南御堂の西隣に位置し、境内は東向きで、入口では大小3つの鳥居が横に組み合わさった珍しい「三ツ鳥居」が迎える。
住居守護の神・旅行安全の神・安産の神として信仰されている。最終の神階は従四位下勲八等。

## 祭神
祭神は以下の5柱で、「坐摩神」と総称している。
- 生井神（いくゐのかみ） - 井水の神（生命力のある井戸水の神）
- 福井神（さくゐのかみ） - 井水の神（幸福と繁栄の井戸水の神）
- 綱長井神（つながゐのかみ） - 井水の神（「釣瓶を吊す綱の長く」ともいわれ、深く清らかな井戸水の神）
- 波比祇神（はひきのかみ） - 竃神（屋敷神。庭の神）
- 阿須波神（はすはのかみ） - 竃神（足場・足下の神。足の神であり旅の神）

祭神の5柱の神は、『古語拾遺』等によると神武天皇が高皇産霊神・天照大神の神勅を受けて宮中に祀ったのが起源とされ、神祇官西院で坐摩巫（いかすりのみかんなぎ）によって祀られていた。
『延喜式』によれば、坐摩巫には都下国造（つげのくにのみやつこ）の7歳以上の童女を充てるとされ、西から来る穢れを祓う儀式を行うといわれる。なお、都下とはこの神社が最初にあった淀川河口の地で、摂津国の菟餓野（とがの、都下野とも書く。現在の上町台地一帯。）を指すと見られ、世襲宮司の渡辺氏はこの都下国造の末裔でもあり、滝口武者の嵯峨源氏の流れを汲むともいわれる。
「いかすり（ゐかすり）」の語源には諸説あるが、坐摩神社では、「居住地を守ること」という意味の「居所知」（ゐかしり）の転と説明している。また、『延喜式』には「さかすり」の訓も記されている。

## 歴史

### 神功皇后の創建
当社の始まりは、神功皇后が三韓征伐より帰還したとき、淀川河口の地に坐摩神を祀り花を献じたとされ（献花祭のいわれ）、応神天皇の3年に社殿を奉じたと伝わる。今でも旧社地であった坐摩神社行宮には「神功皇后の鎮座石」と言われる巨石が祀られている。延喜式神名帳では摂津国西成郡唯一の大社に列し、住吉大社と同じく摂津国一宮を称している。『万葉集』の中には、難波津から西国へ向かう防人が旅の安全を坐摩社に祈る歌がある。同社の神紋が白鷺なのも、神功皇后が坐摩の神の教えにより白鷺の多く集まる場所に坐摩神を奉遷なされたことに由来する。

### 渡辺津の守護神
創建時の社地は現代と異なり、渡辺津・窪津・大江、古くは浪速沼などと呼ばれた、かつての淀川河口である。旧・社地は遷座後に御旅所が置かれた現在の中央区石町（こくまち）に推定され、天神橋 - 天満橋間の南、近世以降「八軒家」と呼ばれる地におおむね該当する。なお、石町には摂津国の国府も置かれており、町名は国府の転訛といわれている。平安時代後期には源融にはじまる嵯峨源氏の源綱（渡辺綱）が渡辺津に住んでこの神社を掌り渡辺を名字とし、渡辺氏を起こした。渡辺綱の子孫は渡辺党と呼ばれる武士団に発展し、港に立地することから水軍として日本全国に散らばり、瀬戸内海の水軍の棟梁となる。
渡辺津は窪津ともよばれ、京からの船が着く熊野古道の基点でもあった。熊野三山への参詣道沿いに立っていた「熊野九十九王子」のうち、最初の「窪津王子」はこの坐摩神社行宮の場所にあったとされる。
天慶2年（939年）以来、祈雨11社のうちに入って、たびたび雨乞いの祈祷を行っている。

### 船場への移転
天正11年（1583年）の羽柴秀吉による大坂城築城に際し、西横堀川に近い現在地に遷座した。本町通にも近く、多くの物売りや見せ物が門前に集まった。特に古着屋は「坐摩の前の古手屋」として、明治時代より「南北数十町、俗に座摩の前」と呼ばれ名高く、上方落語にも「古手買」「壺算」などで登場する。この神社の近くで古手屋「大和屋」（後の百貨店「そごう」の前身）が創業し、船場が繊維の町として発展するきっかけになった。
また、初代 桂 文治が初めてこの神社で寄席を開いたとされている（このことを基に、2011年（平成23年）、上方落語協会により境内に「上方落語寄席発祥地顕彰碑」が建立されている）。
西横堀川沿いには陶器問屋が並んだが、それは当社の末社に陶器神社があることによる。

### 明治以降
明治元年（1867年）に明治天皇が大阪を訪れた折に津村別院を在所として坐摩神社に参拝した記録がある。1871年（明治4年）に府社に列したが、1936年（昭和11年）には官幣中社に昇格すると内務省高官・市長・氏子総代が列席して奉告の祭式を執り行い、官幣社にふさわしい新社殿が造営された。しかし1945年（昭和20年）3月13日・14日の第1回大阪大空襲で焼失した。
1948年（昭和23年）に神社本庁の別表神社に加列されている。
1960年（昭和35年）、社殿が鉄筋コンクリート造りで再建された。その際、外観は1936年（昭和11年）の社殿を模して造られている。2025年（令和7年）現在も陶器祭りが行われている。
2011年（平成23年）10月19日、桂 文治（初代）が寄席を開いた故事に則り、坐摩神社境内に「上方落語寄席発祥の地」の顕彰記念石碑が建立され、除幕式が執り行われた。

### 渡辺の町名
所在地の現在の町名は「久太郎町四丁目渡辺」と、数字を用いた街区符号ではなく「渡辺（街区）」となっている。神社と氏子が渡辺津から移転してきたことで、江戸時代から既に「北渡辺町」・「南渡辺町」という町名になっており、1930年（昭和5年）に「渡辺町」となった。しかし、1988年（昭和63年）に旧・南区と旧・東区の統合に伴う地名変更の際、「渡辺町」は統合されて消えることとなった。そこで、渡辺姓の末裔で作る「全国渡辺会」が渡辺の名のルーツである渡辺町の消滅に対し、反対運動を起こした。結局、市は苦肉の策により、丁目の次に当たる街区符号に「渡辺」の名を残すことで決着をみた。

## 境内
- 本殿 - 1960年（昭和35年）再建。
- 拝殿 - 1960年（昭和35年）再建。
- 禊場
- 大阪府神社庁本部
- 社務所 - 神社庁のビルが当社の社務所を兼ねている。

## 摂末社

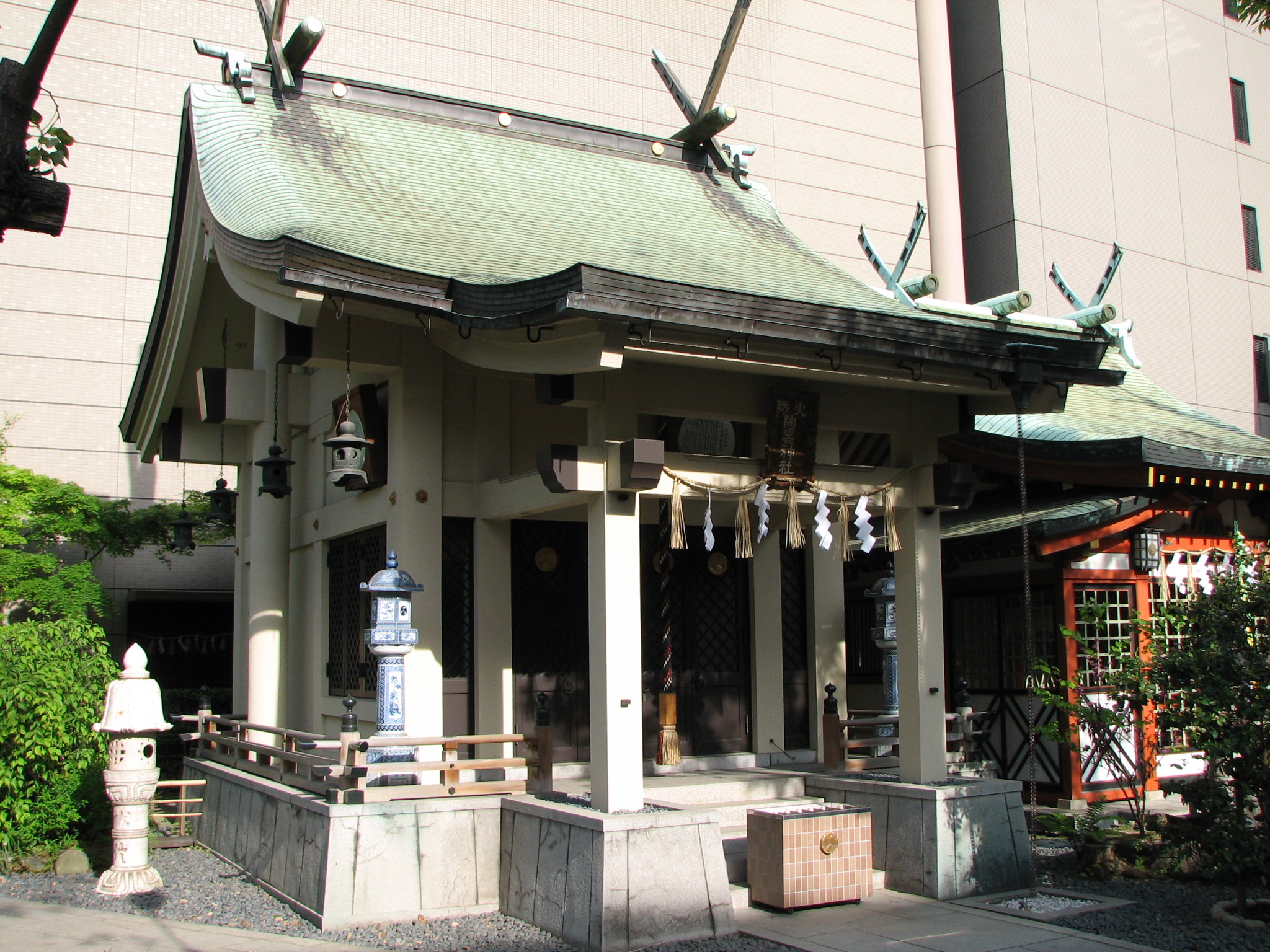
陶器神社

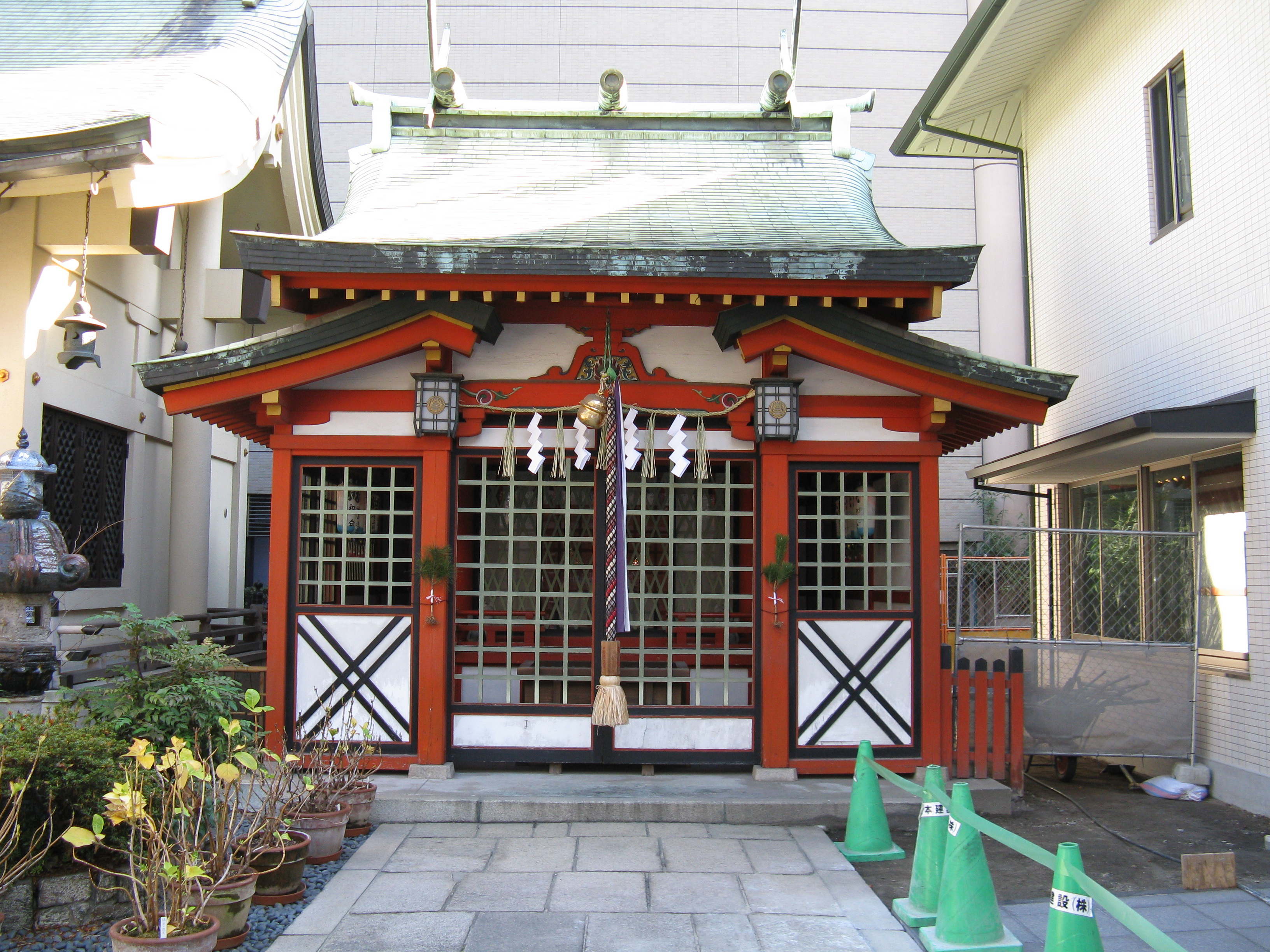
稲荷神社

### 境内社
- 陶器神社 - 祭神：大陶祇神・迦具突智神[15]。周辺の陶器問屋の守護神。火防陶器神社（ひぶせとうきじんじゃ）ともいう。
- 稲荷神社
- 大江神社
- 繊維神社 - 周辺の繊維問屋の守護神[16]。
- 大國主神社
- 天満神社
- 相殿神社 - 祭神：春日神・住吉神・大神受美・猿田彦命・大宮比賣命・多賀社・天御中主神・産霊神・直比神・諏訪神・事平社・大歳神。

### 境外社
- 摂社
  - 坐摩神社行宮 （大阪市中央区石町） - 祭神：豐磐間戸神・奇磐間戸神
  - 大隅宮 （大阪市中央区石町）
- 末社
  - 浪速神社 （大阪市浪速区） - 祭神：坐摩大神・猿田彦大神

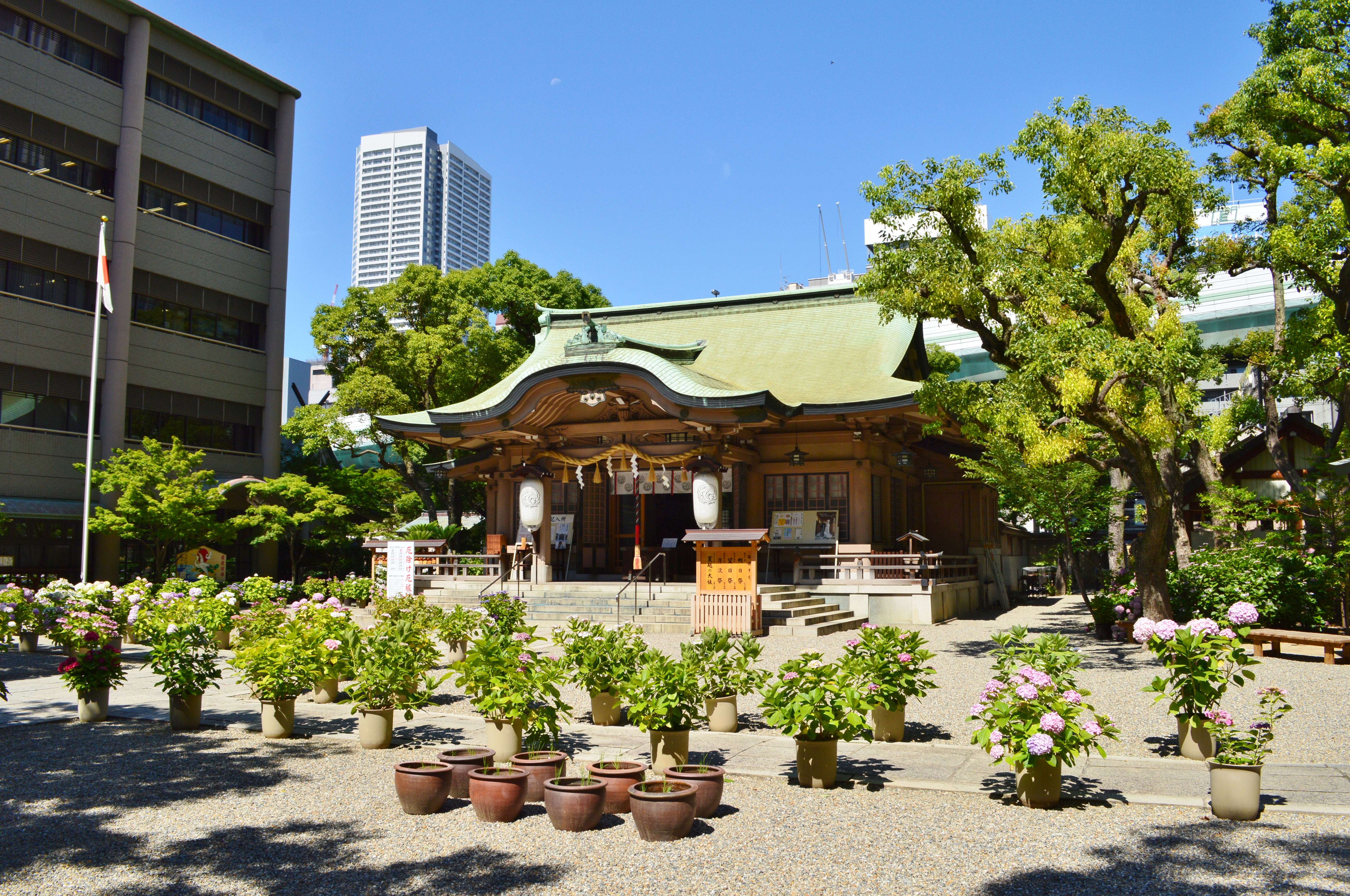
境内（左に大阪府神社庁ビル）
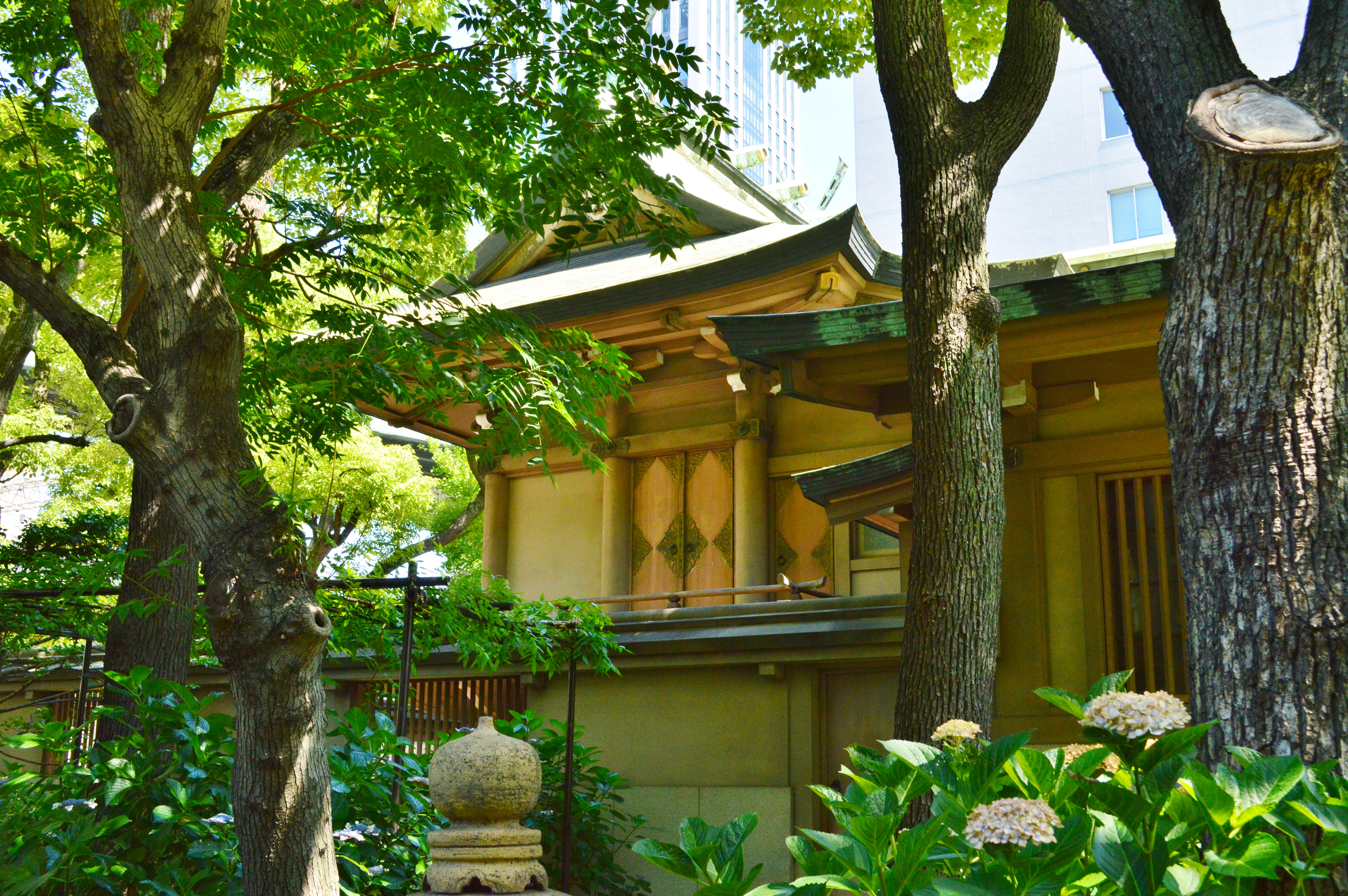
本殿
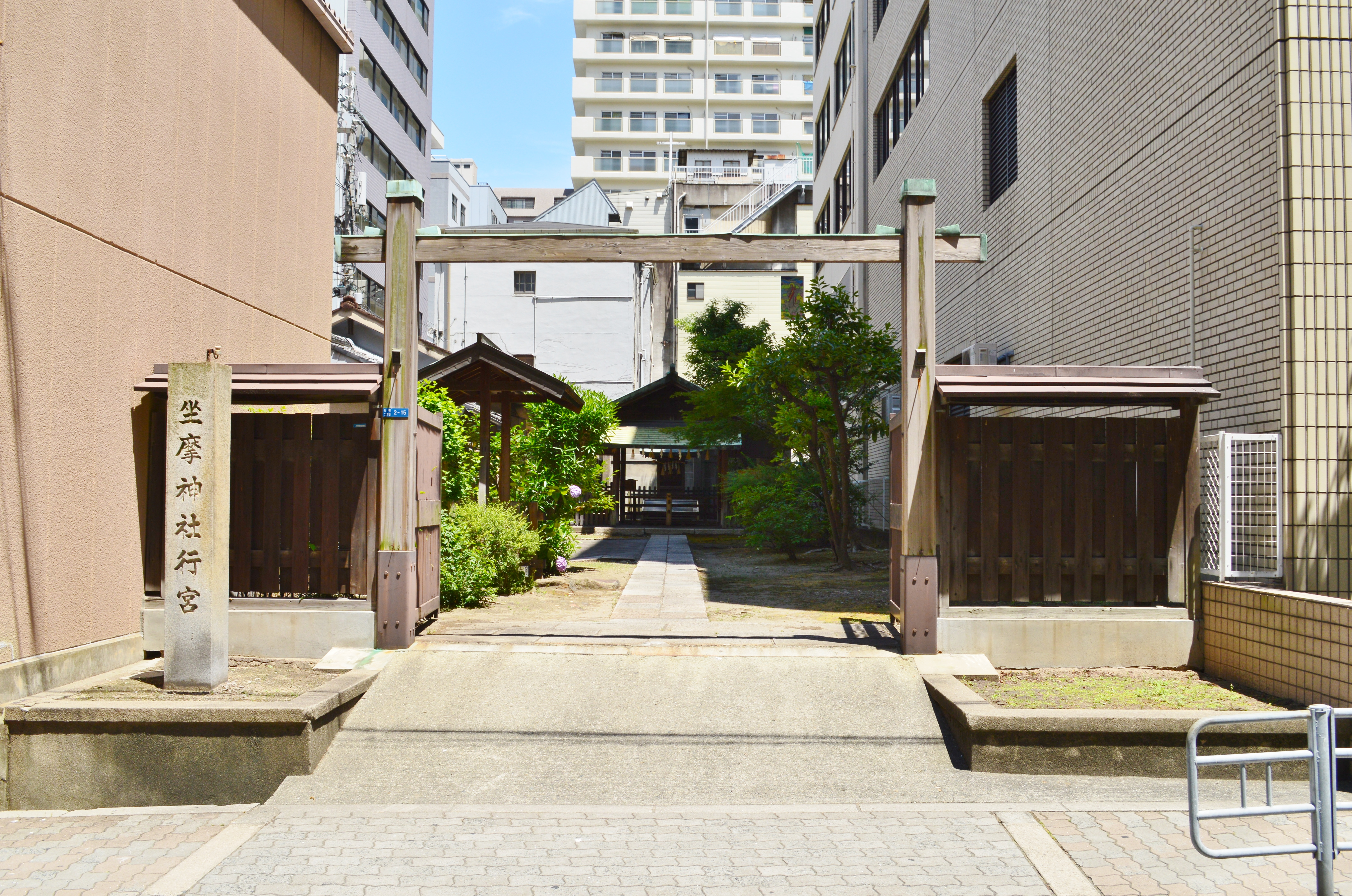
行宮

## 文化財

### 大阪市指定無形民俗文化財
- 火防陶器神社のせともの祭（大阪府陶磁器商業協同組合）

## 前後の札所
神仏霊場巡拝の道
48 生國魂神社　-　49 坐摩神社　-　50 大阪天満宮

## 現地情報
所在地
- 大阪府大阪市中央区久太郎町4丁目渡辺3号

交通アクセス
- 最寄駅：Osaka Metro 本町駅 - 15番出口より南側へ　すぐ（伊藤忠商事と南御堂の裏手）